# Kivisaari (ö i Finland, Kajanaland, Kehys-Kainuu, lat 65,39, long 28,99)
Kivisaari är en ö i Finland. Den ligger i sjön Iso-Peranka och i kommunen Suomussalmi i den ekonomiska regionen  Kehys-Kainuu  och landskapet Kajanaland, i den nordöstra delen av landet, 600 km norr om huvudstaden Helsingfors. Öns area är 0,6 hektar och dess största längd är 160 meter i sydöst-nordvästlig riktning.